# Салома Александра
Салома Александра (139—67. п. н. е.) била је краљица Јудеје од 76. п. н. е. до 67. п. н. е. Била је супруга краља Аристобула I и његовога брата Александра Јанеја. Самостално је владала као једина легална краљица у јеврејској историји. Подржавала је фарисеје, који су за време њене власти стекли готово неограничену власт у краљевини. Након њене смрти дошло је до грађанскога рата између два њена сина Аристобула II и Хиркана II.

## Супруга Аристобула и Александра Јанеја
Била је супруга краља Аристобула I, који је владао од 104. п. н. е. до 103. п. н. е. Аристобул је заточио своју тројицу браће и мајку, а једино је оставио крај себе брата Антигона. Мајку је Аристобул пустио да у затвору умре од глади. Салома Александра и дворјани хушкали су Аристобула против брата, али када у томе нису успели спремили су замку, па су Антигону послали лажну поруку због које га је убила краљева стража. Након Аристобулове смрти Салома Александра пустила је из затвора Аристобулову браћу и удала се за једнога од њих, Александра Јанеја, који је 103. п. н. е. постао нови краљ Јудеје. Александар Јанеј владао је од 103. п. н. е. до 76. п. н. е. Са Саломом је имао два сина Хиркана II и Аристобула II.

## Постаје краљица Јудеје
Александар Јанеј је световну власт оставио својој жени Саломи Александри, а функцију првосвештеника сину Хиркану II. Салома Александар је преузела власт као једина легална краљица у јудејској историји. Јанеј је дуго водио грађански рат са странком фарисеја и био је веома суров у томе рату. Салома је задобила наклоност народа, јер се противила да се крше закони, а била је позната и по својој побожности. Отпуштала би све оне, који би се огрешили о верске законе. Александра Салома је удвостручила број војника, а сакупила је и велики број најамника. Захваљујући војној сили осигурала је своју власт изнутра, а са друге стране толика војна сила представљала је опасност за околне владаре.

## Фарисеји владају Јудејом
Пред смрт Александар Јанеј је Саломи рекао да треба да изврши помирење са фарисејима предајући им део власти. Нагласио је да ће на тај начин одржати сигурну власт и за своје синове. Фарисеји су за време њенога мандата држали главне полуге власти. Фарисеји су представљали најпобожнију странку међу Јеврејима, а за време владавине Александра Јанеја били су гурнути у страну. Фарисеји су почели да прогањају и смењују своје противнике садуцеје са свих иоле важнијих положаја. Фарисеји су оптужили и погубили једнога од главних подстрекача Александра Јанеја, који је пријашњега краља наговорио да се 800 фарисеја разапне на крст. Фарисеји су Александру Салому наговорили да се погубе и остали подстрекачи рата и злочина против фарисеја.

## Садуцеји се протерују из Јерусалима
Многи су били погубљени, а један део најугледнијих људи тражио је од Аристобула II да их заштити. Аристобул II их је спасио, пошто је наговорио мајку Александру Салому да их не погуби, него да их протера из града. Најугледнији људи су указали Саломи да није паметно да они беже код Арете III, набатејскога краља, јер би их он онда искористио у рату са Јудејом. Салома је онда угледним садуцејима дала многе тврђаве у унутрашњости Јудеје.

## Војни поход
Салома је послала Аристобула на челу војске на Дамаск против Птолемеја Менеја, али вратио се кући необављена посла. У то време Тигран Велики је са великом војском упао у Сирију и кренуо је према Јудеји. Опседао је и заузео 69. п. н. е. Птолемеиду, а онда је морао да се врати због упада римске војске. Пре тога Тиграна су наговарали даровима да не напада Јудеју.

## Аристобул покушава да преузме власт
Када се Александра Салома разболила њен син Аристобул II се бојао да ће након Саломине смрти фарисеји да постану још опаснији и да имају апсолутну власт. Знао је да је његов брат Хиркан II слабић, кога ће фарисеји да потпуно контролишу. Аристобул II је одмах заузео тврђаву Агабу и заједно са својим присталицама заузео је за 15 дана око 22 упоришта. Након тога окупио је велику војску и прогласио се за краља. Александра Салома је онда на инсистирање Хиркана II и фарисеја дала да се затворе Аристобулова жена и деца. Међутим брзо након тога 67. п. н. е. Александра Салома је умрла, а између Аристобула II и Хиркана II почео је грађански рат.